# Fliegerstaffel 13

Staffel 13 Emblem auf F-5E Tiger II mit der Nummer J-3052

Die Fliegerstaffel 13 war eine mit Northrop F-5 Kampfflugzeugen ausgerüstete Fliegerstaffel der Schweizer Luftwaffe mit Milizpiloten. Ihre Heimatbasis bei der Auflösung war der Militärflugplatz Payerne. Die Fliegerstaffel 13 trug als Wappen ein schildförmiges Abzeichen mit blauem Aussenrand, welches einen Adler mit ausgebreiteten Flügeln und gespreizten Klauen zeigt, der bereit ist seine Beute zu fassen, vor weissem Hintergrund und der roten Ziffer 13 vor dem oberen Flügel. Das alte Emblem war rund mit orangem Hintergrund und schwarzem Rand. Es zeigte die stilisierte Seitenansicht einer schwarzen Wespe deren Kopf in die Richtung des Betrachters schaut, über dem Kopf war die Zahl 13.

## Geschichte
Die Gründung erfolgte 1925 unter der Bezeichnung Fliegerkompanie 13 mit Fokker CV auf dem Militärflugplatz Ambri.
Im Jahr 1940 wechselte die Fliegerkompanie 13 auf die Flugzeuge Morane D-3800 und Morane D-3801. Im Jahr 1945 wurde während einer Reorganisation das Fliegende Personal der Fliegerkompanie 13 in die neu geschaffene Fliegerstaffel 13 umverteilt.
Von 1955 bis 1983 verwendete die Fliegerstaffel 13 die Jetflugzeuge De Havilland DH.112 Venom, es erfolgte damit auch Flugbetrieb ab der Flugzeugkaverne.
Im Jahr 1984 wechselte die Fliegerstaffel 13 auf die F-5 Tiger. Gleichzeitig wurde der Militärflugplatz Meiringen die neue Heimatbasis, auch da erfolgte der Flugbetrieb ab der Flugzeugkaverne.
Im Jahr 1995 wechselte die Fliegerstaffel 13 mit den F-5E  zur neuen Heimatbasis, dem Militärflugplatz Payerne. Im Jahre 2000 wurde die Fliegerstaffel 13 aufgelöst.

## Flugzeuge
- Fokker CV
- Morane D-3800
- Morane D-3801
- de Havilland DH.112 Venom
- Northrop F-5

## Belege
- Hermann Keist FlSt13